# China Open 2002
Die China Open 2002 im Badminton fand vom 17. bis zum 22. Dezember 2002 in Guangzhou, Volksrepublik China, statt. Das Preisgeld betrug 170.000 US-Dollar.

## Sieger und Platzierte
| Disziplin    | Gold                                    | Silber                         | Bronze                         |
| ------------ | --------------------------------------- | ------------------------------ | ------------------------------ |
| Herreneinzel | Wong Choong Hann                        | Chen Hong                      | Kenneth Jonassen               |
| Herreneinzel | Wong Choong Hann                        | Chen Hong                      | Yong Hock Kin                  |
| Dameneinzel  | Gong Ruina                              | Zhang Ning                     | Mia Audina                     |
| Dameneinzel  | Gong Ruina                              | Zhang Ning                     | Xie Xingfang                   |
| Herrendoppel | Tesana Panvisavas Pramote Teerawiwatana | Chan Chong Ming Chew Choon Eng | Cai Yun Fu Haifeng             |
| Herrendoppel | Tesana Panvisavas Pramote Teerawiwatana | Chan Chong Ming Chew Choon Eng | Jim Laugesen Michael Søgaard   |
| Damendoppel  | Gao Ling Huang Sui                      | Wei Yili Zhao Tingting         | Liu Qiuming Yu Yang            |
| Damendoppel  | Gao Ling Huang Sui                      | Wei Yili Zhao Tingting         | Chen Lin Jiang Xuelian         |
| Mixed        | Zhang Jun Gao Ling                      | Chen Qiqiu Zhao Tingting       | Jonas Rasmussen Rikke Olsen    |
| Mixed        | Zhang Jun Gao Ling                      | Chen Qiqiu Zhao Tingting       | Michael Lamp Ann-Lou Jørgensen |

## Finalresultate
| Disziplin    | Sieger                                  | Finalist                       | Ergebnis        |
| ------------ | --------------------------------------- | ------------------------------ | --------------- |
| Herreneinzel | Wong Choong Hann                        | Chen Hong                      | 12-15 15-5 15-9 |
| Dameneinzel  | Gong Ruina                              | Zhang Ning                     | 11-5 11-8       |
| Herrendoppel | Pramote Teerawiwatana Tesana Panvisavas | Chan Chong Ming Chew Choon Eng | 15-8 15-8       |
| Damendoppel  | Gao Ling Huang Sui                      | Zhao Tingting Wei Yili         | 11-9 11-3       |
| Mixed        | Zhang Jun Gao Ling                      | Chen Qiqiu Zhao Tingting       | 11-4 11-4       |